# Karl Oberbracht
Karl Oberbracht (* 1. Juli 1885 in Siebenhöfen (Blomberg); † 9. April 1931 ebenda) war
ein deutscher Landwirt und hatte von 1929 bis 1931 für die Christlich-Nationale Bauern- und Landvolkpartei ein Mandat für den Landtag Lippe.

## Leben
Karl Oberbracht wurde als Sohn des Gutsbesitzers und lippischen Landtagsabgeordneten Gustav Oberbracht (1847–1909) und dessen Ehefrau Johanne Tigges geboren. Er besuchte die Schule, bis er die Berechtigung zur Ableistung des Militärdienstes als Einjährig-Freiwilliger besaß. Es folgte die praktische Ausbildung auf dem väterlichen Gutshof mit anschließendem Studium am  Landwirtschaftlichen Institut der Universität Halle.
Nach dem Tod seines Vaters im Jahre 1909 übernahm er den Gutsbetrieb.
Oberbracht engagierte sich politisch, wurde Mitglied der Christlich-Nationalen Bauern- und Landvolkpartei und erhielt 1929 ein Mandat für den Lippischen Landtag.
Krankheitsbedingt konnte er nach kurzer Zeit nicht mehr an den Parlamentssitzungen teilnehmen; so legte er im März 1931 sein Mandat nieder.